# Veliko Tinje
Veliko Tinje este o localitate din comuna Slovenska Bistrica, Slovenia, cu o populație de 149 de locuitori.